# 川崎普照
川崎 普照（かわさき ひろてる、1931年5月15日 - 2024年5月31日）は、日本の彫刻家。日本藝術院会員。
東京府（現東京都北区）生まれ。東京都立武蔵丘高等学校卒。1952年に三美工芸に就職、1959年に彫刻家として活動をはじめる。1993年「未来への讃歌」で日展内閣総理大臣賞、1998年「大地」で日本芸術院賞受章。日展理事。2004年芸術院会員。2007年旭日中綬章受章。2024年5月31日、老衰のため東京都の自宅で死去した。93歳没。死没日付をもって従四位に叙された。